# Маскис, Джей
Джей Маскис (полное имя — Джозеф Дональд Маскис Младший; 10 декабря 1965) — автор песен, музыкант, более известный как вокалист и гитарист американской рок-группы Dinosaur Jr., исполнявшей альтернативный рок, внёс большой вклад в развитие гранжа. Он также работал в рамках сольной карьеры, выпустив шесть альбомов. Помимо гитары, также играет и на барабанах в других проектах. Его последний альбом Tied to a Star был выпущен в августе 2014 года. Как заметный гитарист он занял 86 место в списке журнала Rolling Stone «100 величайших гитаристов всех времен».